# Martin Kälberer

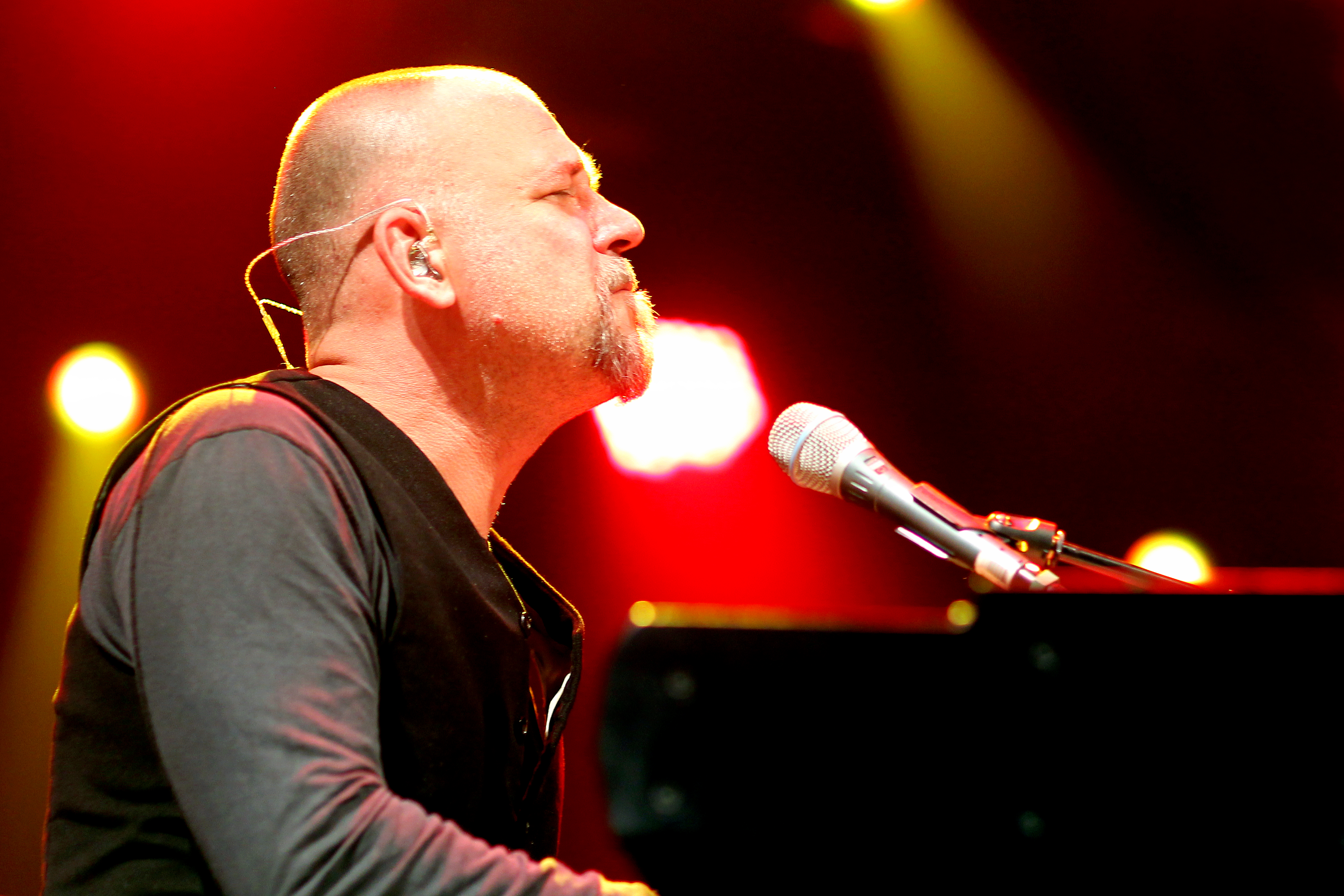
Martin Kälberer auf dem Sommertollwood-Festival 2018 in München

Martin Kälberer (* 7. August 1967 in Ulm) ist ein deutscher Musiker.

## Musik
Martin Kälberer erhielt ab 1972 Gitarren- und Mandolinenunterricht bei seiner Mutter in der Musikschule Eichenau und ab 1973 Klavierunterricht. 1985/1986 studierte er Klavier an der Jazzabteilung der Musikhochschule Graz. 1987/1988 leistete er Zivildienst. Seit 1989 ist er freischaffender Musiker. Seit 1993 tritt er zusammen mit Werner Schmidbauer als Schmidbauer & Kälberer auf. 2012 erschien das Album Süden, das Kälberer mit Werner Schmidbauer und Pippo Pollina gestaltete; 2013 gingen die drei auf Tour. Die Zusammenarbeit mit Schmidbauer ruhte von 2016 bis 2018. Im Herbst 2018 begannen Kälberer, Schmidbauer und Pollina die Arbeit am Album Süden II, das auf einer Tournee 2019 präsentiert wurde.
Seit 2003 gibt Kälberer auch Solokonzerte, und seit 2007 begleitet er das Sound-of-Islands-Projekt von Willy Astor.

## Instrumente (Auszug)
- Klavier
- Mandoline
- Hang
- Kalimba
- Akkordeon
- Gitarre
- Percussion
- Akustikbass

## Fernsehen
Von 2006 bis 2016 war Martin Kälberer mit Werner Schmidbauer im Bayerischen Fernsehen in Aufgspuit – Werner Schmidbauer mit … zu sehen. In dieser Reihe wurden Musikerkollegen ins Münchner Lustspielhaus eingeladen, um zusammen live zu musizieren. Martin Kälberer fungierte dabei als musikalisches Bindeglied.
Gäste:
- Hans-Jürgen Buchner (bekannt als Haindling)
- Günther Sigl und „Barney Murphy“ (Spider Murphy Gang)
- Wolfgang Ambros
- Willy Astor
- Konstantin Wecker
- Klaus Eberhartinger (Erste Allgemeine Verunsicherung)
- Wolfgang Niedecken (BAP)
- Rainhard Fendrich
- Pippo Pollina
- Peter Cornelius
- Claudia Koreck
- Werner Schmidbauer
- Stefan Dettl (LaBrassBanda)
- Georg Ringsgwandl
- Christoph „Stofferl“ Well
- Herbert und Schnipsi

## Patenschaften
Ab dem Schuljahr 2017/18 übernahm Martin Kälberer die Patenschaft für die Aktion: „Schule ohne Rassismus – Schule mit Courage“ am Max-Born-Gymnasium in Germering.

## Diskografie (Auszug)
- 1994: Espaço
- 1997: Oiwei weida (mit Carlo Mombelli)
- 1998: Solo
- 2003: Malawi Mystery Man
- 2005: Heartwarming Christmas (mit Lisa Wahlandt)
- 2007: Tukamama (mit Márcio Tubino)
- 2010: Between the Horizon
- 2013: Goya
- 2018: Baltasound
- 2021: Insightout

mit Werner Schmidbauer:
- 1995: AugnSchaugn
- 1997: Zeitlang
- 1997: Da wo de Leit san (live)
- 1999: Viere
- 2001: Dahoam
- 2003: Zeit der Deppen
- 2006: oiweiweida (live)
- 2008: An am Abend so wia heit … (Doppel-DVD)
- 2010: Momentnsammler
- 2012: Süden (Werner Schmidbauer – Martin Kälberer – Pippo Pollina)
- 2014: Wo bleibt die Musik?
- 2019: Süden II (Werner Schmidbauer – Martin Kälberer – Pippo Pollina)

## Filmografie
- 2003–2021: Gipfeltreffen (Talkshow-Reihe, 11 Folgen)
- 2004: Polizeiruf 110 – Vater Unser
- 2008: Meine Mutter, mein Bruder und ich!